# カリフォルニア州の経済

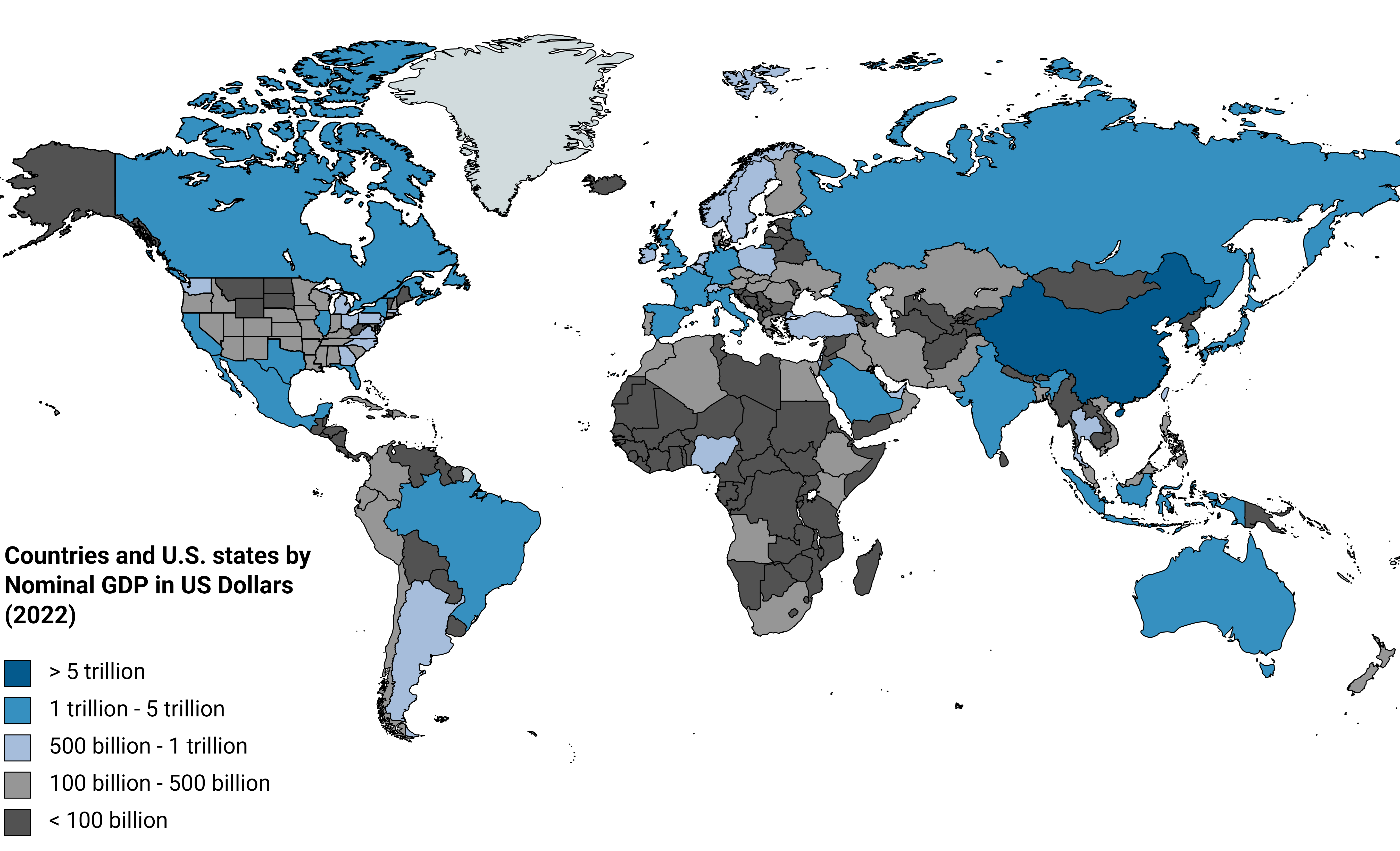
カリフォルニア州のGDPを世界の国と比較した図、日本やドイツと同じランクにある。

カリフォルニア州の経済は、世界の国と比較しても第4位に相当する大きな規模である。2024年時点での州内総生産額（GDP）は、4兆1000億ドルであり、アメリカ、中国、ドイツに次ぐ。GDPの成長率は2006年に3.1％、2007年に1.8％、2008年には0.4％と鈍化した。2010年時点のフォーチュン500ランキングにはカリフォルニア州の会社が57社入っており、アメリカ合衆国の中ではテキサス州と同数でトップである。

## 歴史
国の縮図としてのカリフォルニア州は国内および国外からの移民の波を経験してきた。20世紀前半に進んだ高校進学率の増加とその後の大量カレッジ教育の動きでも指導的存在だった。州内には農業、天然資源、第二次世界大戦時の軍需産業、さらには映画やコンピュータのような知能労働など多様な経済基盤を持つ幸運に恵まれてきた。
しかし、カリフォルニア州はある見方では特異でもある。開拓時代の初期開拓者は財産権、すなわち金と水に関して不確実性に遭遇した。カリフォルニアにおける金の探求が1840年代後期に始まったカリフォルニア・ゴールドラッシュに繋がった。

## 産業分野

カリフォルニア州のGDPに占める各産業分野の構成比、2008年

2002年、アメリカ合衆国政府は今日の経済をより適切に反映させるために、北アメリカ産業分類システム (NAICS) を流用した。

### 国際貿易と観光
カリフォルニア州は歴史的に国際貿易と観光からかなりの収入を得てきた。しかし、アメリカ合衆国の製品輸出額に占めるカリフォルニア州の構成比は2000年の15.4％から2008年の11.1％と着実に縮小している。2007年におけるカリフォルニア州の製品輸出高は1,340億ドルであり、そのうち480億ドルはコンピュータと電子機器であり、その次には運輸、非電気機械、農業、化学と続いている。カリフォルニア州の貿易と輸出は100万人以上の州民に高給の得られる職を提供している。アメリカ合衆国商務省経済分析局 (BEA) に拠れば、2005年に外国籍企業がカリフォルニア州の労働者542,600人を雇用しており、50州の中でも最大である。2005年でカリフォルニア州における海外投資の主要国は日本、イギリス、スイス、フランスおよびドイツである。この海外投資は州内私企業雇用者総数の4.2％に相当した。
カリフォルニア州を訪れた観光客が消費した額は2008年に967億ドルに達し、前年より0.8％増加した。ロサンゼルス郡が州内でも最大の観光収入を得ていた。

### 農業
果実、野菜、酪製品およびワインの生産を含む農業はカリフォルニア州の主要産業である。カリフォルニア州は世界の中でも食料と農産物では第5位の供給者である。農業生産高はカリフォルニア州のGDP1兆8,000億ドルに対して2％を超えているだけである。傷みやすい果物や野菜の空輸によって2007年には約6億8,500万ドルを売り上げた。カリフォルニア州の農産物の空輸額は他の23州があらゆる輸送手段で運んだ額を超えていた。
カリフォルニア州食料農業省に拠れば、カリフォルニア州の農業は366億ドルに近い産業であり、さらに関連する経済活動で1,000億ドルを生み出している。州の農業売上高は2004年に初めて300億ドルを突破し、他州の農業生産高の2倍以上になった。
カリフォルニア州は酪農業でもトップの州である。牛乳が中でも生産量1位である。カリフォルニア州の酪農業は2004年の経済活動で470億ドルを生み出し、40万人以上を雇用していた。

### 石油と電気
石油掘削が州の経済発展に大きな役割を果たしてきた。ベーカーズフィールド、ロングビーチ、ロサンゼルスの各地域とカリフォルニア海岸沖で大きなストライキを経験してきた。

## 個人収入

カリフォルニア州の経済区域

カリフォルニア州の一人当たり収入は2006年時点で38,956ドルであり、全米では第11位であるが、その内容は地理的区域や職業によって大きな幅がある。アメリカ合衆国の中でも最も裕福な地域を含む海岸都市として、南カリフォルニアのサンディエゴ郡ラホヤ、ロサンゼルス郡ビバリーヒルズ市、オレンジ郡ニューポートビーチ市、北カリフォルニアのサンフランシスコ市とマリン郡がある。アメリカ合衆国で最も高額で大きな住宅市場はカリフォルニア州の中にあり平均住宅価格が100万ドルから200万ドル辺りとなる多くの町が存在する。概して北カリフォルニアのセントラルバレーや南カリフォルニアのインランド・エンパイアは住宅価格が低い方であるが、これらの地域でも国内の他地域に比べればかなり高く、平均住宅価格が100万ドル辺りとなる町も存在するほどである。農業が中心の郡部には州内でも最も貧窮度が高い地域がある。北カリフォルニアのハイテク産業地域、特にシリコンバレー、サンタクララ郡およびサンマテオ郡では、北カリフォルニアだけで25万人が失業したインターネット・バブルに端を発する経済不況から立ち直りつつある。2005年春の時点でカリフォルニア大学ロサンゼルス校アンダーソン経営大学院のデータでは、カリフォルニア州の経済成長は快復してきたが、依然として国内の予測値3.9％よりはわずかに低い水準にある。

### 税金
2006年のカリフォルニア州全体での課税率は、個人収入100ドル当たり10.66ドルとなっており、国内平均の10.43ドルよりわずかに高い。2008年のGDP比では、カリフォルニア州の課税率は50州の中で6番目に高く、過去20年間で連邦政府に収めた税金が、引き換えに連邦政府から受けた投資額よりも36億5,000万ドル上回る状態になっている。

### 世帯別収入
2018年に発表された全米の世帯別収入調査の結果では、家計のやりくりに苦労している世帯の比率は平均43%と高率であったが、州別ではカリフォルニア州は49%に達し、ニューメキシコ州やハワイ州と並んで全米ワーストを記録した。

## 住宅
世界的な住宅景気は特にカリフォルニア州で大きく、州内不動産価格の中央値は2005年4月で50万ドル近辺まで上昇した。オレンジ郡、ベンチュラ郡およびサンフランシスコ・ベイエリアではその値が最高になり、それぞれ65万ドルに近づいた。最も安い地域はセントラルバレーであり、不動産価格の中央値は29万ドルだった。
カリフォルニア州の様々な不動産市場は2000年代初めに急上昇し、2007年と2008年に住宅バブルがはじけて減退した。
2007年からの金融制度における信用収縮により、州内で数多い住宅が抵当権を行使され、住宅価格は急速に下落している。